# Pieris brassicae wollastoni
Madeiran Large White (Pieris brassicae wollastoni) là một loài bướm trắng lớn đặc hữu của Madeira. Nó có thể đạt đến kích thước từ 55 đến 65 mm. Cánh có màu trắng tinh với các đối đen rộng trên lưng. Môi trường sống tự nhiên của chúng là rừng nguyệt quế.